# Oleum
In chimica, l'oleum (o acido solforico fumante) è il nome che viene dato a soluzioni che si formano unendo anidride solforica e acido solforico in varie proporzioni; nella pratica, si ottengono per assorbimento di anidride solforica gassosa in acido solforico puro (100%). Pertanto, tali miscele sono caratterizzate dalla composizione chimica H2SO4 · y SO3.
L'anidride solforica si combina stechiometricamente con l'acido solforico formando acido pirosolforico, detto anche acido disolforico, HO−SO2−O−SO2−OH:
H2SO4 + SO3   →   H2S2O7
Quindi, una combinazione equimolecolare (y = 1) di SO3 e H2SO4 anidro forma acido pirosolforico nominalmente puro, che a temperatura ambiente appare come un solido incolore. Di questo acido sono noti i sali con vari metalli, come ad esempio il pirosolfato (o disolfato) di potassio K2S2O7.
L'oleum in generale (y ≤ 1) può anche essere visto quindi come miscele di acido solforico e pirosolforico. A temperatura ambiente, soluzioni di questa composizione sono liquidi densi e oleosi che fumano all'aria, per questo l'oleum è noto anche come acido solforico fumante.
Gli oleum industriali più importanti sono quelli con una concentrazione di triossido di zolfo del 20%, 30%, 40%. Ci si riferisce ad essi anche come acido solforico all'x% con x maggiore di 100 (ad es. l'oleum al 10% corrisponde all'acido solforico al 102,25%).

## Utilizzo
È usato sia per la preparazione dell'acido solforico diluito nell'industria delle vernici e degli esplosivi. Nella sintesi organica trova impiego come agente solfonante nelle reazioni di sostituzione elettrofila aromatica, per introdurre sull'anello aromatico un gruppo solfonico.

## Pericolosità
Altamente corrosivo per contatto, ingestione e inalazione, va manipolato sotto cappa e indossando guanti e occhiali di sicurezza. Occorre altresì lavorare in modo particolarmente attento per evitare il formarsi di schizzi causati dallo sviluppo di notevoli quantità di calore o per non rischiare di carbonizzare i reagenti organici.
Se vi viene aggiunta acqua, l'anidride solforica disciolta nell'acido si idrata ad acido solforico e si innesca così una violenta reazione accompagnata dallo sprigionarsi di un'ingente quantità di calore.